# قائمة المقاييس والأوزان
تعود معظم المقاييس المستخدمة حاليا إلي فرنسا أو بريطانيا وقد تخيرت فرنسا في عام 1795م وحدة لقياس الأطوال أسمتها المتر، وكان المتر يساوي جزءا من أربعين مليون جزء من محيط الكرة الأرضية، كما اختارت فرنسا وحدة الجرام في الوزن ويساوي كتلة 1 سم3 من الماء.

## وحدات القياس الطولية التي استخدمت في التراث الإسلامي
- المرحلة 96000 ذراع شرعي1 = 72000 ذراع هاشمي 48000 ذراع إسلام بولي[2]
- البريد 48000 ذراع «2/1 مرحلة» = 36000 ذراع هاشمي 24000 ذراع إسلام بولي
- الفرسخ 12000 ذراع = 3000 ذراع هاشمي 2000 ذراع إسلام بولي
- الميل العربي 4000 ذراع = 3000 ذراع هاشمي 2000 ذراع إسلام بولي
- القصبة 8 ذراع = 6 أذرع هاشمي 4 ذراع إسلام بولي
- الباع 4 ذراع = 3 أذرع هاشمي 2 ذراع إسلام بولي
- الذراع = 3 قدم= 6 قبضات = 24 أصبعا = 144 حبة شعير = 0.9144 متر

## الأطوال
- واحد كيلو متر = 1000 متر
- واحد كيلو متر = 100.000 (مائة الف) سنتميتر
- واحد كيلو متر = مليون مللى متر
- واحد كيلو متر = 10 بليار انجستروم
- واحد كيلو متر = 0.6214 ميل
- واحد كيلو متر = 0.54 ميل بحرى
- واحد كيلو متر = 3280.84 قدم
- واحد كيلو متر = 39370.08 بوصة
- واحد كيلو متر = 1093.61 ياردة
- واحد متر = 0.001 كيلو متر
- واحد متر = 100 سنتيمتر
- واحد متر = 1000 مللى متر
- واحد متر = 10 مليار أنجستروم
- واحد متر = 3.28 قدم
- واحد متر = 39.37 بوصة
- واحد متر = 1.0936 ياردة
- واحد سنتيمتر = 0.00001 كيلو متر
- واحد سنتيمتر = 0.01 متر
- واحد سنتيمتر = 10 مللى متر
- واحد سنتيمتر = 100 مليون أنجستروم
- واحد سنتيمتر = 0.3937 بوصة
- واحد مللى متر = 0.000001 كيلو متر
- واحد مللى متر = 0.001 متر
- واحد مللى متر = 0.1 سنتيمتر
- واحد مللى متر = 10 مليون أنجستروم
- واحد ميل = 1.609344 كيلو متر
- واحد ميل = 1609.344 متر
- واحد ميل = 160934.4 سنتيمتر
- واحد ميل = 5280 قدم
- واحد ميل = 63360 بوصة
- واحد ميل = 1760 ياردة
- واحد ميل = 0.87 ميل بحرى
- واحد ميل بحرى = 1.852 كيلو متر
- واحد ميل بحرى = 1852 متر
- واحد ميل بحرى = 6076.12 قدم
- واحد ميل بحرى = 72913.39 بوصة
- واحد ميل بحرى = 2025.37 ياردة
- واحد ميل بحرى = 1.15 ميل
- واحد قدم = 12 بوصة
- واحد قدم = 0.33 ياردة
- واحد قدم = 30.48 سنتيمتر
- واحد ياردة = 3 قدم
- واحد ياردة = 36 بوصة
- واحد ياردة = 91.44 سنتيمتر
- واحد بوصة = 2.54 سنتيمتر

## المساحات
- القدم المربع =144 بوصة
- الياردة المربعة =9 قدم مربع
- الميل المربع =640 أكر «الأكر أصغر من الفدان»
- الميل2 =2.58999 كيلو متر مربع
- الكيلو متر المربع =100 هكتار
- الأكر =0.40468 هكتار
- الأكر =4050 مترا مربعا
- الفدان =4200 متر
- الهكتار =10000 متر مربع
- البوصة المربعة =645.16 ملليمتر مربع
- القدم المربع =0.0929 متر مربع
- الياردة المربعة =0.83613 متر مربع
- المتر المربع =1.19599 ياردة مربعة.

## الأوزان والأحجام
- الطن المتري =1000 كيلو غرام
- الكيلو غرام =1000 غرام
- الأونس =28 غراما
- طن البترول =7.4 برميل
- بمربعة.آلة القطن =750 رطلا
- الضريبة من الأرز =945 كيلو غراما
- الطن =2240 رطلا
- البوشل =60 رطلا من القمح
- =65 رطلا من الشعير
- =39 رطلا من الشوفان
- =60 رطلا من الذرة
- الأردب =150 كيلو غراما من القمح
- =120 كيلو غراما من الشعير
- =155 كيلو غراما من الفول
- =140 كيلو غراما من الذرة
- المتر المكعب =1000 لتر
- اللتر =0.22 غالون
- اللتر =2.1 بنت
- اللتر =1.06 كوارت
- الغالون =4.5 لتر
- البوصة المكعبة =16.387 سنتيمتر مكعب
- الياردة المكعبة =27 قدما مكعبا[1]